# Mozes Slager
Mozes Slager (geboren am 28. April 1880 in Kampen, Niederlande; gestorben am 20. Juli 1943 im KZ Auschwitz) war ein Violinist mit langjähriger Tätigkeit in Deutschland.

## Leben
Der aus den Niederlanden stammende Kaufmannssohn besuchte nach der Realschule in seiner Heimatstadt Kampen von 1896 bis 1901 die Städtische Musikschule. Seit Oktober 1900 wirkte Slager als Mitglied des Städtischen Orchesters Krefeld. Anschließend arbeitete er von Oktober 1901 bis April 1903 als Geiger im Kaim-Orchester unter Felix Weingartner in München. Bis Mitte Juli 1906 spielte er im Städtischen Orchester Heidelberg. Dem Frankfurter Opernorchester gehörte Slager als Zweiter Geiger ab 15. Juli 1906 an. Im Zuge eines allgemeinen Personalabbaus sollte er bereits 1932 aus dem Orchester ausscheiden, doch erst Anfang April 1933 vom kommissarischen Opernintendanten Carl Stueber vorübergehend in Zwangsurlaub geschickt. Intrigen gegen ihn – es standen unbewiesene Behauptungen im Raum, der Ausländer Slager habe während des Ersten Weltkriegs fortwährend antideutsche Gehässigkeiten von sich gegeben – fruchteten hingegen nicht, und so wurde er auf Vorschlag von Generalintendant Meissner am 27. November 1933 zum Städtischen Kammermusiker ernannt. Erst am 31. März 1935 wurde Slager endgültig entlassen; eine Beschwerde gegen diese Entscheidung wurde vom preußischen Innenminister im Juli desselben Jahres zurückgewiesen. 
Im Frühjahr 1943 wurde Slager verhaftet, weil er gegenüber dem Ernährungsamt seine jüdische Herkunft verschwiegen haben soll und seine Lebensmittelkarten deshalb nicht den Buchstabenstempel „J“ erhalten hatten. Der Musiker wurde nach kurzer „Schutzhaft“ in das Vernichtungslager Auschwitz deportiert, in dem er am 20. Juli 1943 umkam. Auch seine Ehefrau wurde Opfer des Holocaust. Der Name von Mozes Slager ist auf der Gedenktafel der Städtischen Bühnen aufgeführt.